# Juni 2010
Dit artikel geeft een chronologisch overzicht van belangrijke gebeurtenissen per dag in de maand juni van het jaar 2010.

## Gebeurtenissen

### 1 juni
- De Nederlandse Eerste Kamer neemt een wet aan die kraken in alle gevallen strafbaar stelt.

### 2 juni
- De Thaise premier Abhisit Vejjajiva overleeft na twee dagen van fel debat een motie van wantrouwen. In het parlement krijgt hij de steun van 246 leden, acht meer dan nodig. De oppositie geeft Abhisit de schuld van het bloedbad waarmee een eind kwam aan het antiregeringsprotest.
- De Japanse premier Yukio Hatoyama treedt af onder druk van zijn partijleden na een niet nagekomen verkiezingsbelofte. Hatoyama is de vijfde premier op vijf jaar tijd die, al dan niet vrijwillig, afstand doet van het ambt.
- Duizenden Israëliërs annuleren hun vakantie naar Turkije, omdat ze bang zijn voor een vijandige houding na de Israëlische aanval op schepen met hulpgoederen voor Gaza. De Turkse minister voor Toerisme schat dat zo'n 20.000 Israëlische toeristen hun vakantie hebben geannuleerd.
- In de Afghaanse hoofdstad Kabul vallen Talibanstrijders de vredesjirga aan. Vier opstandelingen openen het vuur bij de bijeenkomst van religieuze leiders en stamhoofden. Een aantal strijders is neergeschoten.

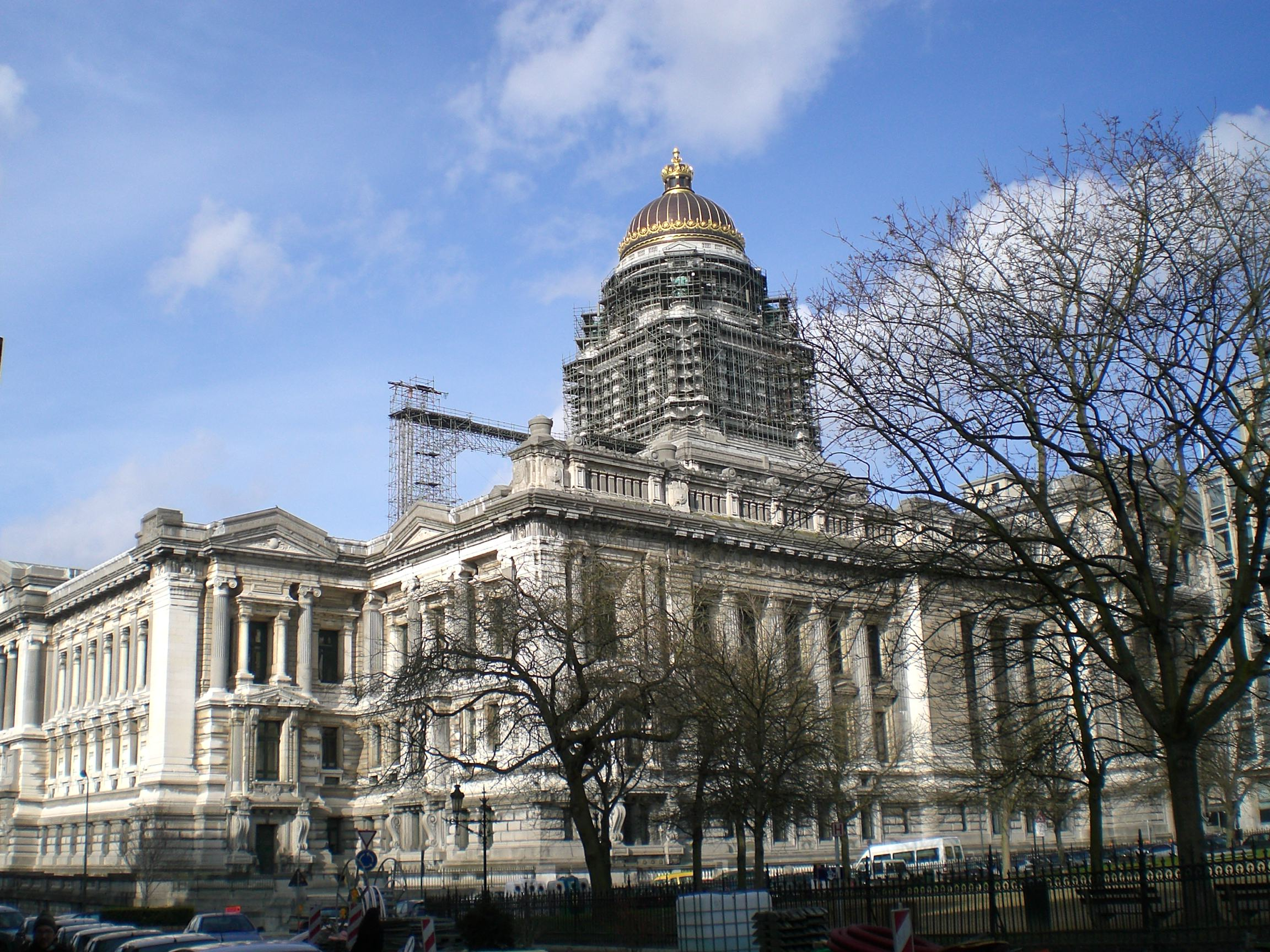
Het Justitiepaleis van Brussel

### 3 juni
- De sociaaldemocratische NDP van president Hosni Moebarak behaalt een overweldigende meerderheid in de gedeeltelijke verkiezingen voor het Egyptische hogerhuis.
- In het vredegerecht bij het Justitiepaleis in Brussel schiet een man tijdens de zitting een vrederechter en een griffier dood. Hij vlucht te voet weg, maar wordt later in het Warandepark opgepakt.
- De Nederlander Joran van der Sloot wordt in het Chileense Viña del Mar gearresteerd op verdenking van betrokkenheid bij de dood van een Peruaanse vrouw.
- Het parlement van Nauru is er twee dagen op rij niet in geslaagd een opvolger voor president Marcus Stephen te kiezen, waarna parlementsvoorzitter Dominic Tabuna opstapt.
- In het oude centrum van de Bengalese hoofdstad Dhaka komen bij een brand meer dan 100 mensen om het leven.

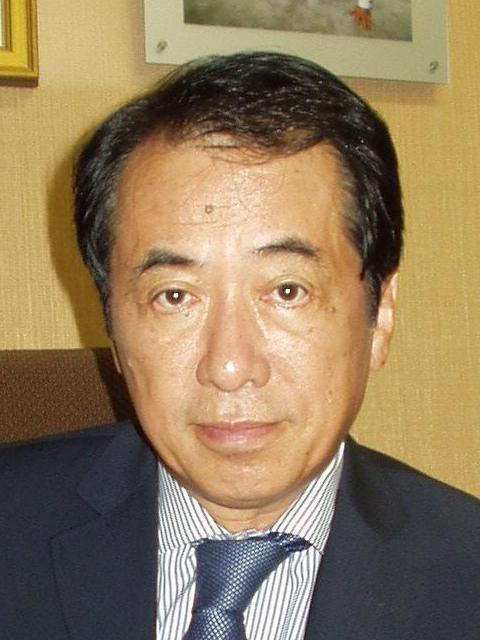
Naoto Kan

### 4 juni
- Een groot deel van de bestuurlijke elite van Afghanistan stemt in met het plan van president Hamid Karzai om vrede te sluiten met de Taliban.
- Bij een brand in de Bengaalse hoofdstad Dhaka komen minstens 116 mensen om het leven. Meer dan honderd mensen raken gewond.
- In Japan wordt Naoto Kan aangeduid als nieuwe premier na het ontslag van Yukio Hatoyama.
- De extreemrechtse partijen NPD en DVU willen samengaan om meer kans te maken de kiesdrempel te halen bij deelstaatverkiezingen in Duitsland. Samen hebben ze 13.000 leden.

### 5 juni
- President Barack Obama draagt defensietopman James Clapper voor als de nieuwe directeur voor nationale inlichtingendiensten. Hij is de beoogde opvolger van Dennis Blair, die na ruzies met het Witte Huis moest opstappen.
- Oliemaatschappij BP vangt het laatste etmaal zesduizend vaten olie op uit de lekkende oliebron in de Golf van Mexico, aldus de kustwacht.
- Het Nederlandse marineschip de Van Speijk doet voor de tweede keer in korte tijd een grote drugsvangst bij de Antillen.
- De Israëlische marine entert het schip dat met hulpgoederen onderweg is naar Gaza. De opvarenden hebben zich niet verzet, zeggen de Israëlische autoriteiten.

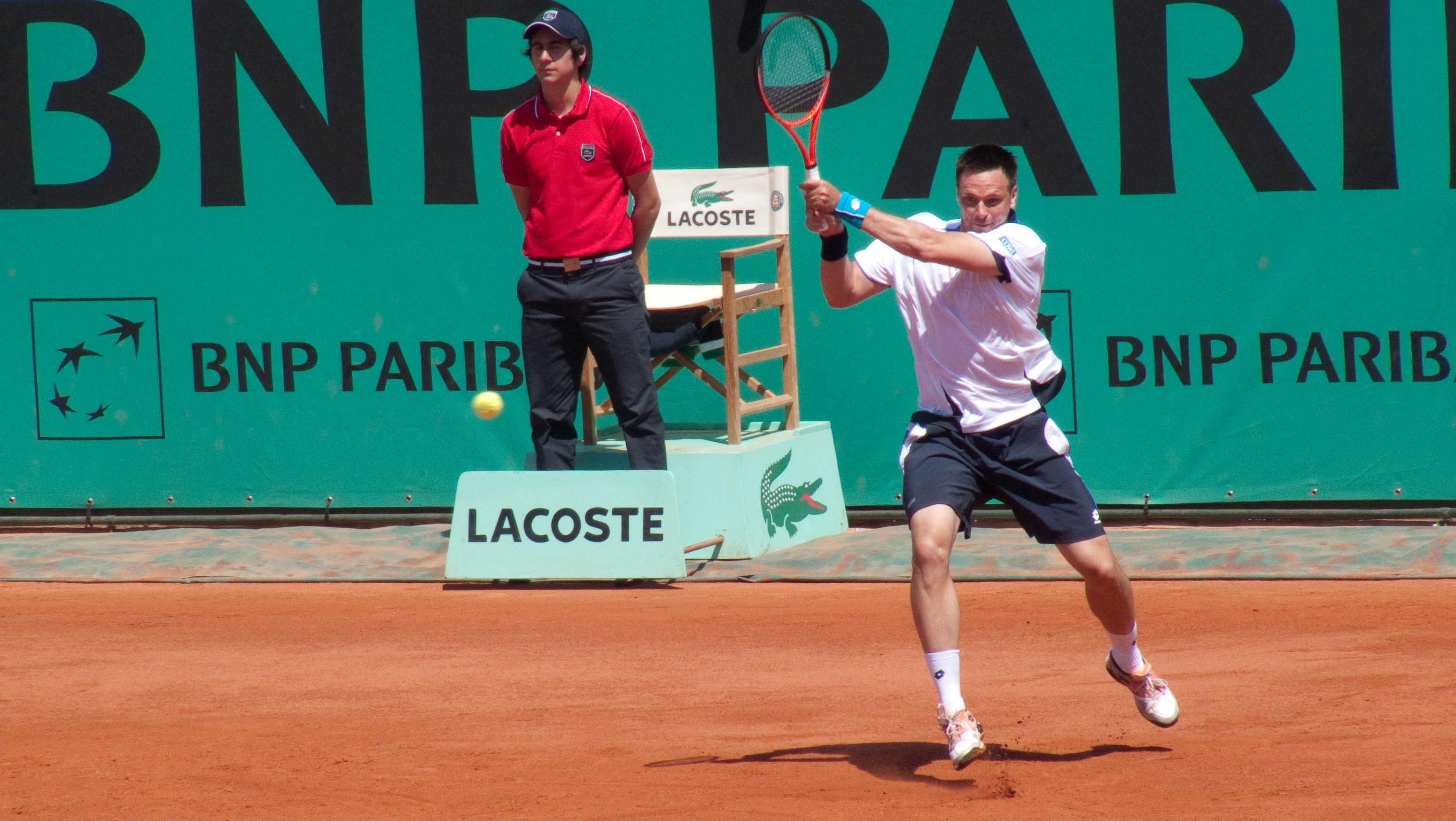
Robin Söderling, verliezend finalist op Roland Garros

### 6 juni
- Veel meer Amerikanen trouwen met een partner uit een andere etnische groep dan vroeger, zegt het Pew Research Center in Washington D.C.. Het aantal etnisch gemengde huwelijken in de Verenigde Staten is sinds 1980 verdubbeld en sinds 1960 verzesvoudigd. Van alle Amerikaanse huwelijken is nu 14,6 procent gemengd.
- De Sloveniërs keuren in een referendum nipt een door internationale onderhandelaars te bekomen oplossing goed van het grensgeschil met Kroatië in de Baai van Piran.
- De 109e editie van het tennistoernooi Roland Garros wordt gewonnen door de Italiaanse Francesca Schiavone bij de vrouwen en door de Spanjaard Rafael Nadal bij de mannen.
- In een voorstad van Johannesburg worden voetbalfans onder de voet gelopen die een wedstrijd tussen de WK-deelnemers Nigeria en Noord-Korea willen bijwonen. Negen mensen, onder wie een politieman, moeten naar het ziekenhuis.

### 7 juni
- De politieke partijen in Duitsland sluiten een akkoord dat in vier jaar tijd 80 miljard euro aan bezuinigingen moet opleveren. Het gaat om de grootste besparing in de Duitse geschiedenis.
- In Noord-Korea wordt tijdens een zitting van de Opperste Volksvergadering Choe Yong-rim als premier aangesteld. Choe volgt Kim Yong-il op, niet te verwarren met Opperste Leider Kim Jong-il.

### 8 juni
- Kroonprins Willem-Alexander opent in Rijssen het nieuwe hoofdkantoor van glasvezelnetwerkbedrijf Reggefiber. Het Nederlandse bedrijf is gespecialiseerd in het aanleggen van glasvezelkabel.
- Media in Peru berichten dat Joran van der Sloot de moord op Stephany Flores heeft bekend.

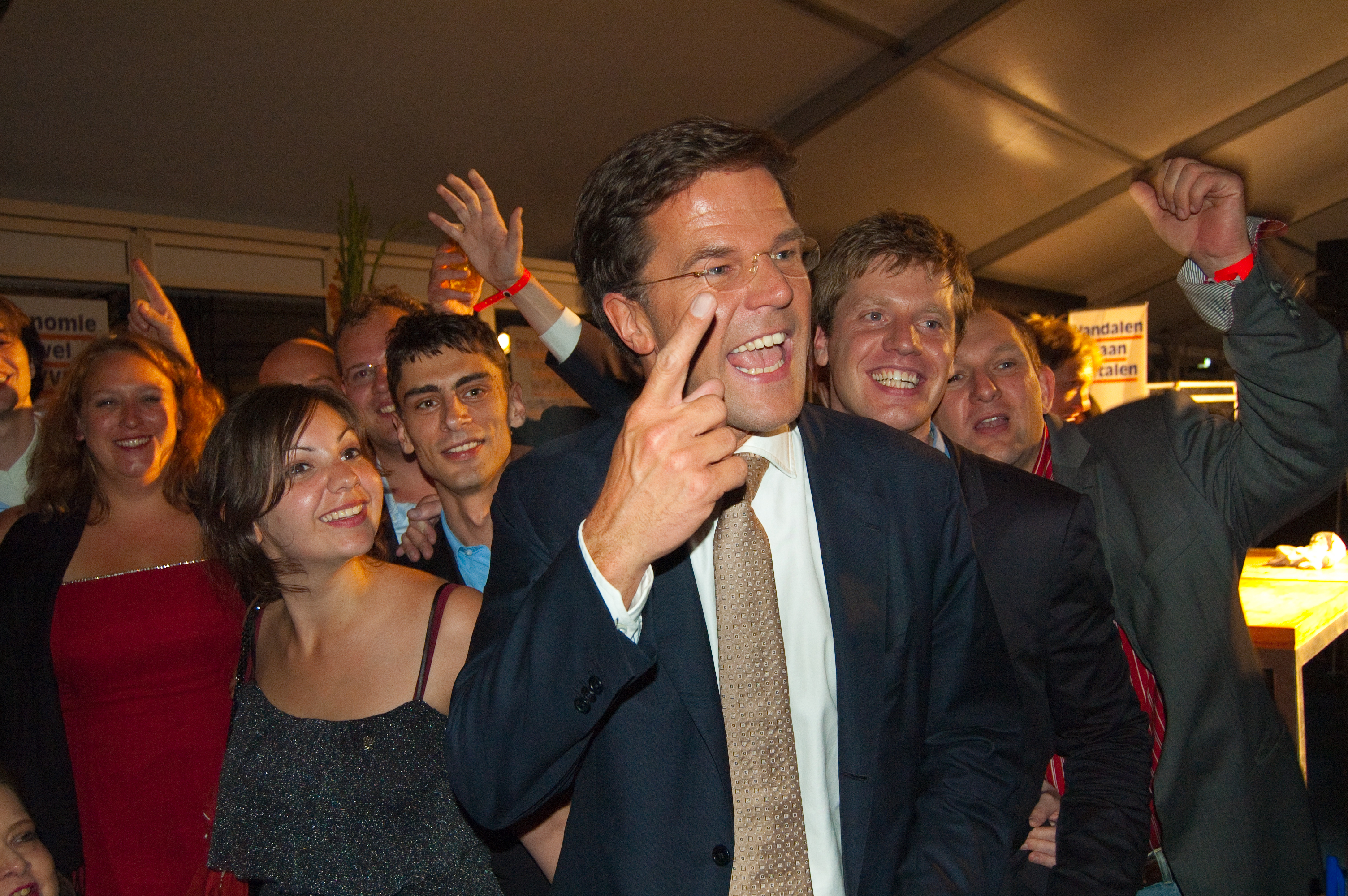
Mark Rutte viert de verkiezingsoverwinning

### 9 juni
- Koningin Beatrix reikt op het Koninklijk Paleis in Amsterdam de Zilveren Anjers uit. Deze jaarlijkse onderscheidingen van het Prins Bernhard Cultuurfonds worden toegekend aan personen, die zich jarenlang hebben ingezet voor cultuur of het natuurbehoud in Nederland of op de Nederlandse Antillen.
- Bij de parlementsverkiezingen in Nederland wordt de VVD van Mark Rutte met een nipte voorsprong op de PvdA de grootste partij; ook de PVV wint fors. Het CDA lijdt een historische nederlaag, premier Jan Peter Balkenende stapt daarom op als partijleider.
- In de Filipijnen wordt senator Noynoy Aquino door het Filipijns Congres uitgeroepen tot winnaar van de presidentsverkiezingen van 10 mei. Jejomar Binay, de huidige burgemeester van Makati, wordt de nieuwe vicepresident.

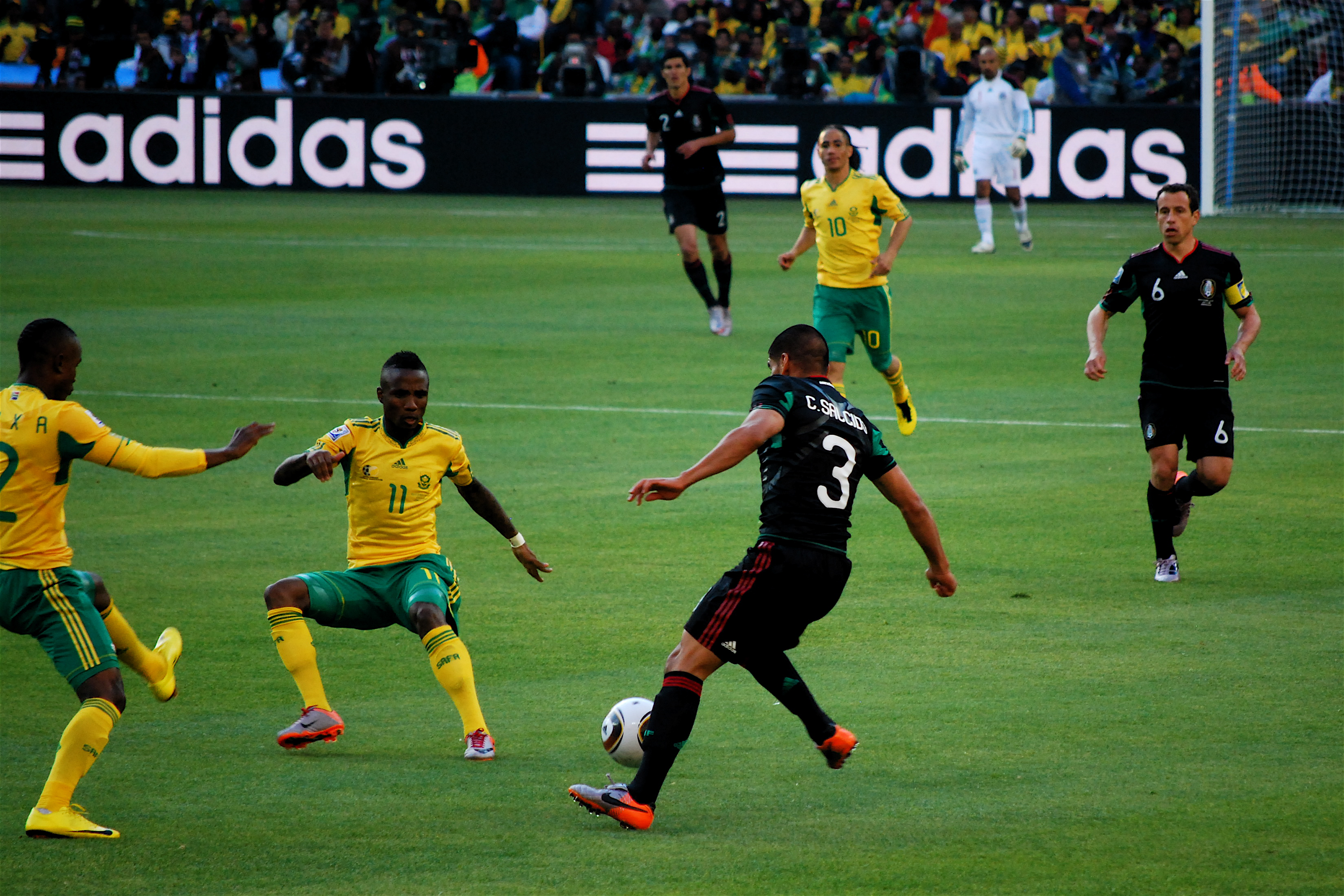
Zuid-Afrika - Mexico op het WK voetbal

### 11 juni
- In het zuiden van de Centraal-Aziatische republiek Kirgizië, waar al vanaf april 2010 onrust heerst, vallen bij etnische onlusten tussen Kirgiezen en de Oezbeekse honderden, mogelijk zelfs 2000 doden. Honderdduizenden mensen slaan op de vlucht in eigen land of steken de grens met Oezbekistan over.
- Joran van der Sloot wordt officieel verdacht van moord en diefstal en wordt overgebracht naar de Miguel Castro Castro-gevangenis in het district San Juan de Lurigancho in de Peruviaanse hoofdstad Lima.
- De openingswedstrijd van het Wereldkampioenschap voetbal 2010 tussen gastland Zuid-Afrika en Mexico in het stadion Soccer City in Johannesburg eindigt in een gelijkspel.

### 12 juni
- Koningin Beatrix opent in Exloo (Drenthe) de grootste radiotelescoop ter wereld: LOFAR (Low Frequency Array). De telescoop voor astronomisch onderzoek bestaat uit een netwerk van 7000 kleine antennes, die verspreid zijn over 36 velden in Noord-Nederland.
- De sociaaldemocratische SMER - sociálna demokracia van uittredend premier Robert Fico blijft de grootste partij na parlementsverkiezingen in Slowakije, maar vier centrumrechtse oppositiepartijen halen samen een absolute meerderheid.
- Koningin Beatrix benoemt Uri Rosenthal, fractievoorzitter van de VVD in de Eerste Kamer, tot informateur voor de Nederlandse kabinetsformatie.

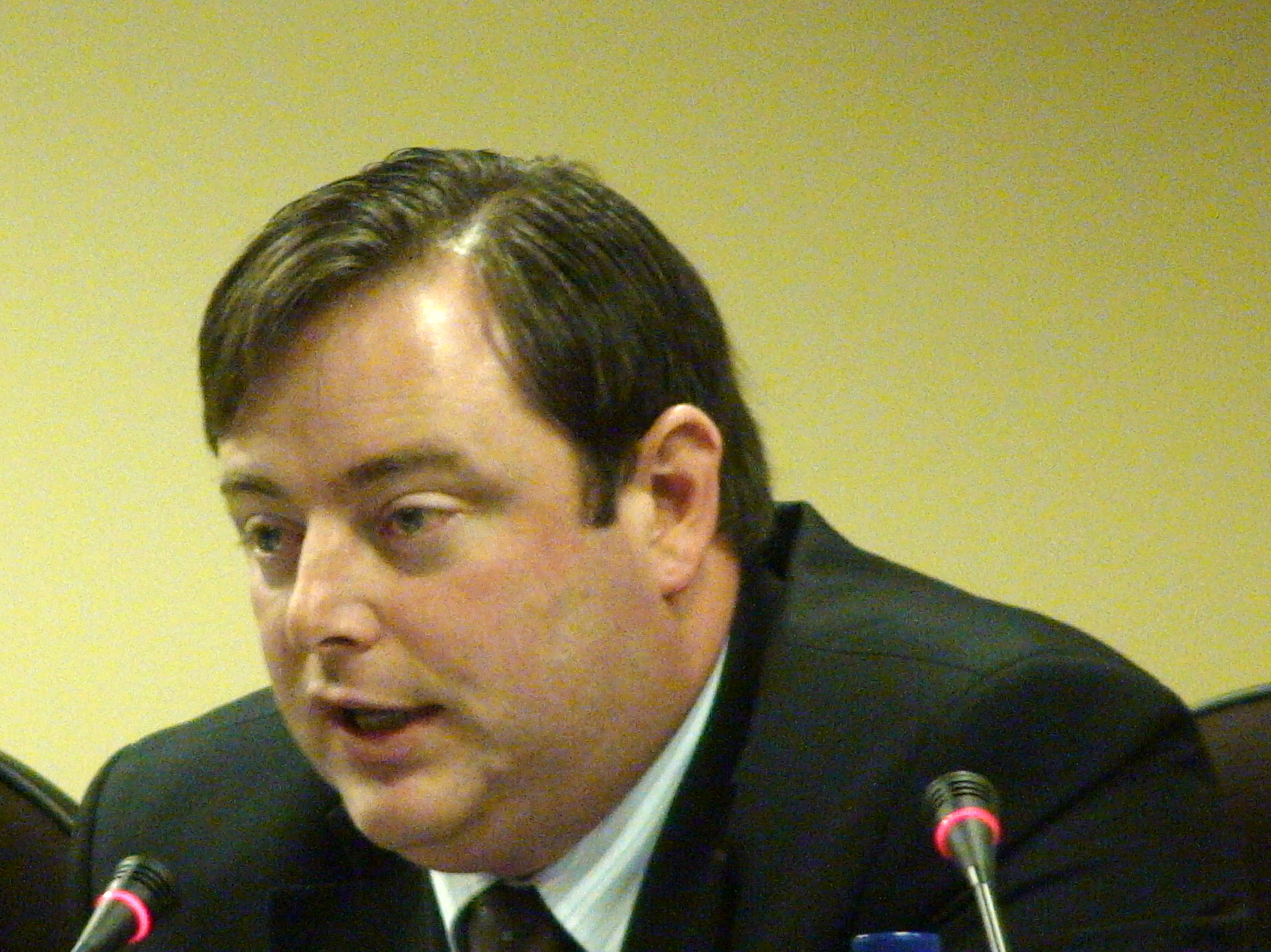
Bart De Wever

### 13 juni
- Bij de parlementsverkiezingen in België zorgt de Vlaams-nationalistische N-VA van Bart De Wever in Vlaanderen voor een aardverschuiving: ze wordt veruit de grootste partij en op Groen! en de sociaaldemocratische sp.a na moeten alle andere partijen zwaar inleveren. Aan Franstalige zijde wordt de centrumlinkse PS van Elio Di Rupo afgetekend de grootste partij.

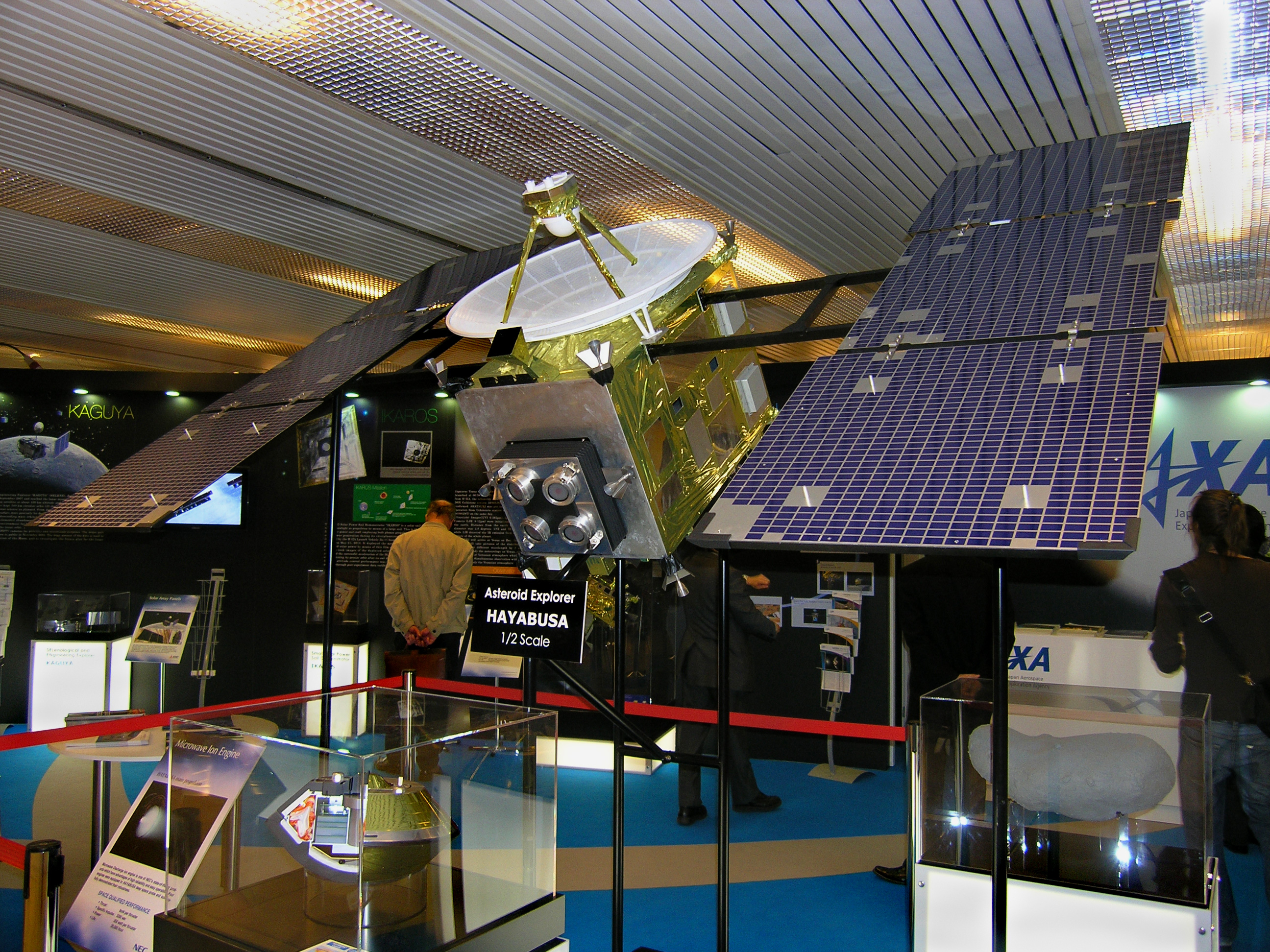
Hayabusa

### 14 juni
- Het Japanse ruimtevaartuig Hayabusa keert terug naar de Aarde na een missie van zeven jaar met als doel stalen te nemen van de planetoïde Itokawa.

### 15 juni
- Brits premier David Cameron biedt excuses aan voor het doodschieten van veertien burgers door het Britse leger op Bloody Sunday in 1972.

### 16 juni
- Noodweer kost in het Zuid-Franse departement Var aan meer dan twintig mensen het leven en zorgt voor veel schade aan onder meer campings in het gebied.
- Zware regenval veroorzaakt overstromingen en aardverschuivingen in Bangladesh, Indonesië en Myanmar, met meer dan 100 doden in het gebied tot gevolg.
- In Mexico eist een treinongeluk ten minste dertien levens.

### 17 juni
- In Colombia vallen meer dan 70 doden bij een ontploffing in een mijn in het westen van het land.

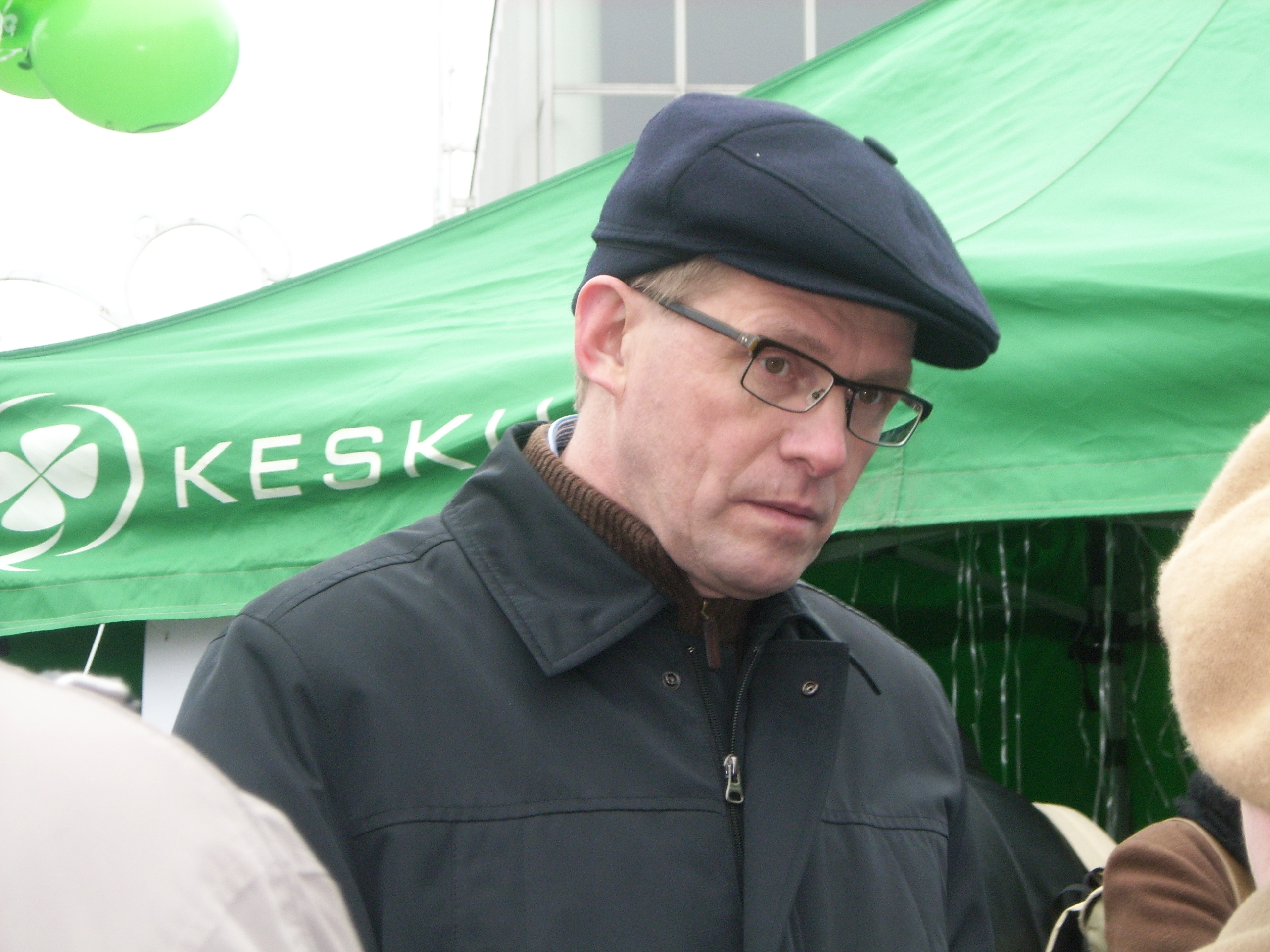
Matti Vanhanen

### 18 juni
- Fins minister-president Matti Vanhanen legt zijn ambt neer, naar eigen zeggen wegens gezondheidsredenen.

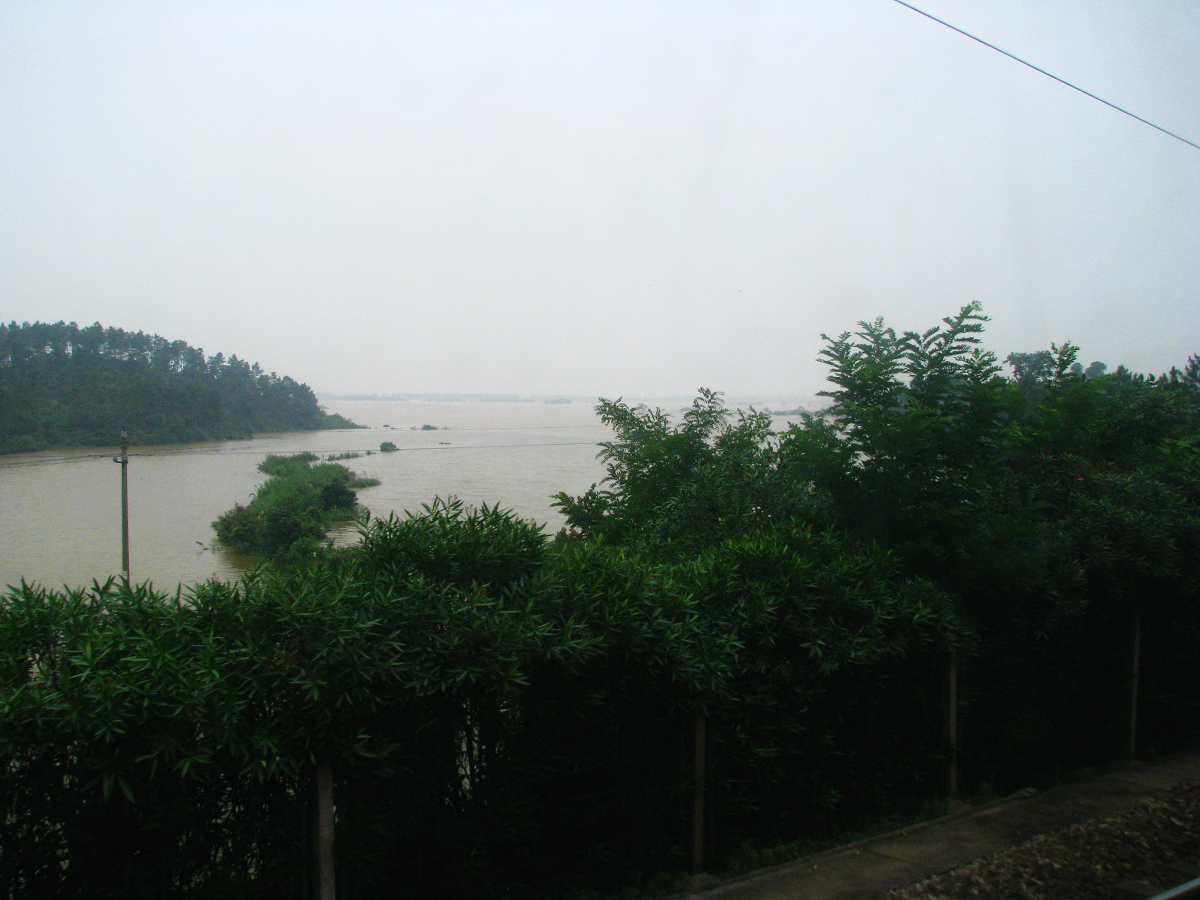
Overstroming in China

### 19 juni
- Koningin Beatrix, prins Willem-Alexander en prinses Máxima zijn aanwezig in Stockholm bij het huwelijk van kroonprinses Victoria van Zweden en Daniel Westling.
- Overstromingen eisen meer dan 130 doden in het zuiden van China, dat vanaf 13 juni geteisterd wordt door stortregens.

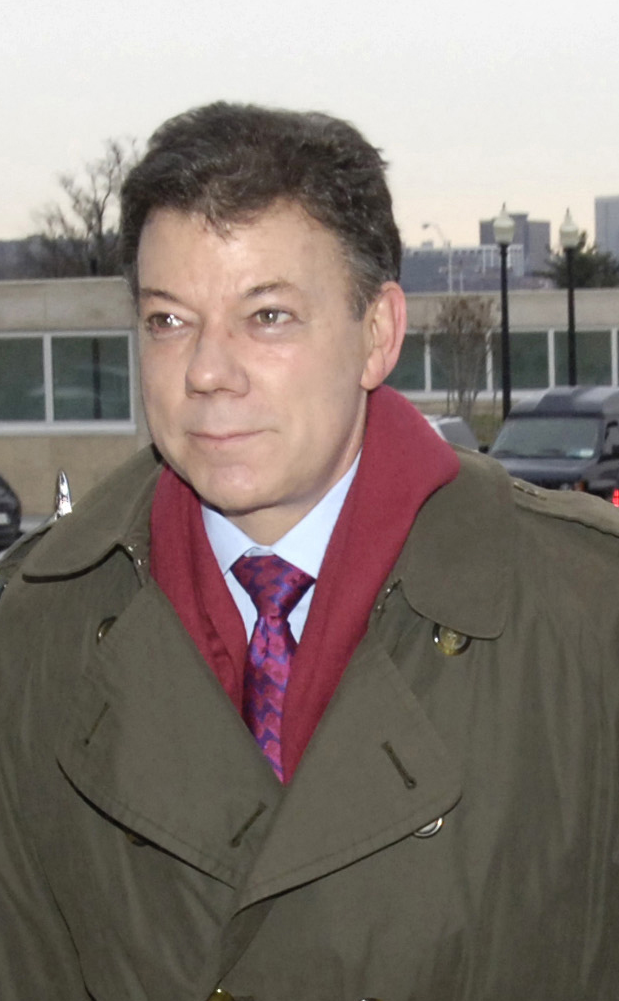
Juan Manuel Santos

### 20 juni
- Bij de eerste ronde van de vervroegde Poolse presidentsverkiezingen behalen Bronisław Komorowski en Jarosław Kaczyński de meeste stemmen, maar geen van hen krijgt een absolute meerderheid van de kiezers achter zich. De tweede ronde vindt plaats op 4 juli.
- Voormalig minister van Defensie Juan Manuel Santos van de liberale PSUN wint de door een reeks geweldplegingen overschaduwde tweede ronde van de parlementsverkiezingen in Colombia met ruime voorsprong op de groene ex-burgemeester van Bogota Antanas Mockus.
- In het noordoosten van Brazilië kosten overstromingen aan tientallen mensen het leven.

### 21 juni
- In het westen van Congo-Brazzaville ontspoort een trein, waarna enkele wagons in een ravijn storten; het dodental overstijgt de 50.
- Voormalig minister van Defensie Juan Manuel Santos van de liberale PSUN wint de door een reeks geweldplegingen overschaduwde tweede ronde van de parlementsverkiezingen in Colombia met ruime voorsprong op de groene ex-burgemeester van Bogota Antanas Mockus.
- Paul Krugman, winnaar van de Nobelprijs voor Economie, uit kritiek op de bezuinigingsmaatregelen van Europese landen om de schuldencrisis te bedwingen. Volgens hem leiden die tot hoge werkloosheid en is de wereldeconomie beter gebaat bij een anticyclische begrotingspolitiek.

### 22 juni
- Mari Kiviniemi wordt verkozen tot voorzitter van de Centrumpartij van Finland en volgt Matti Vanhanen op als premier van Finland.

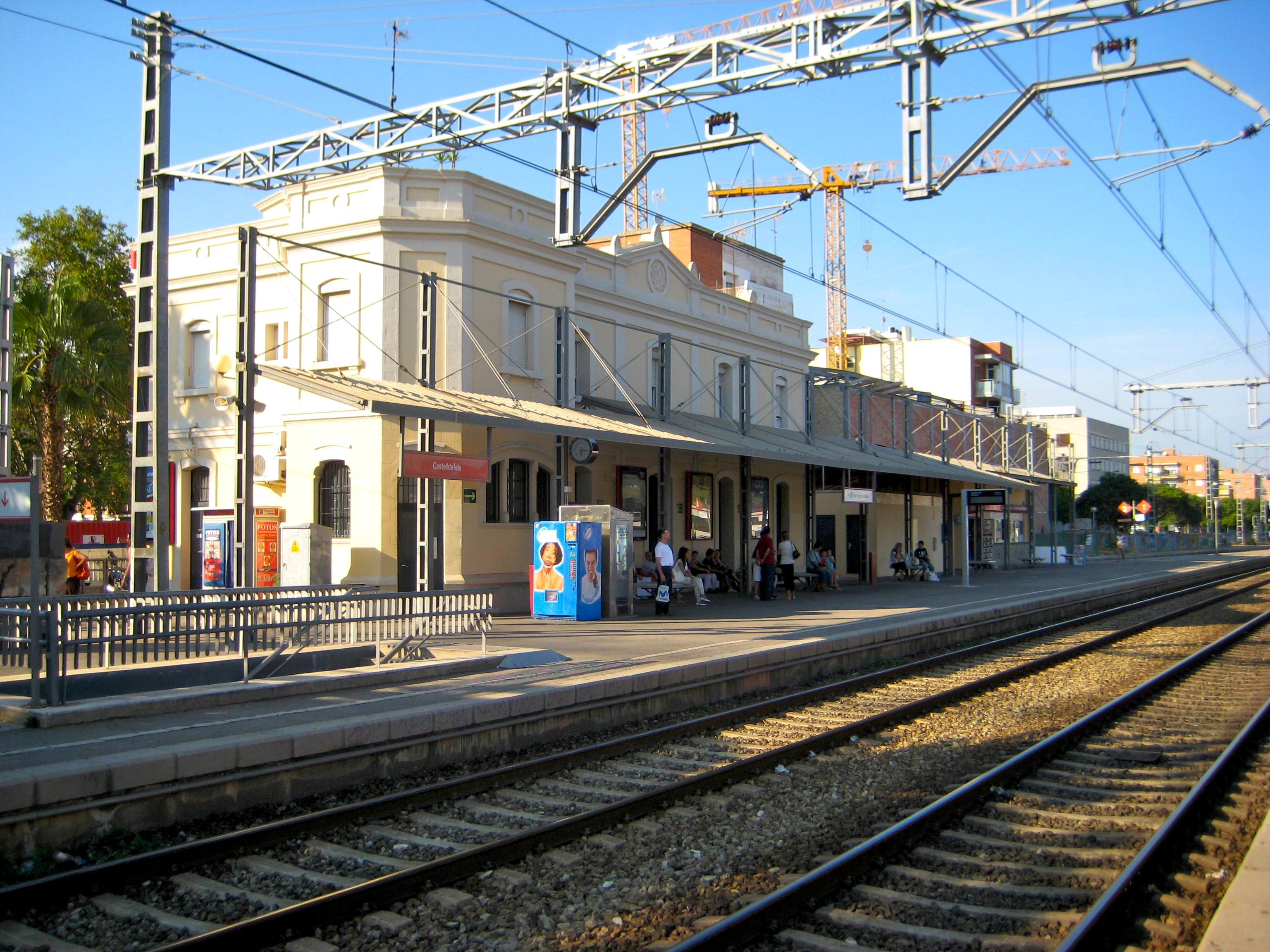
Station Castelldefels

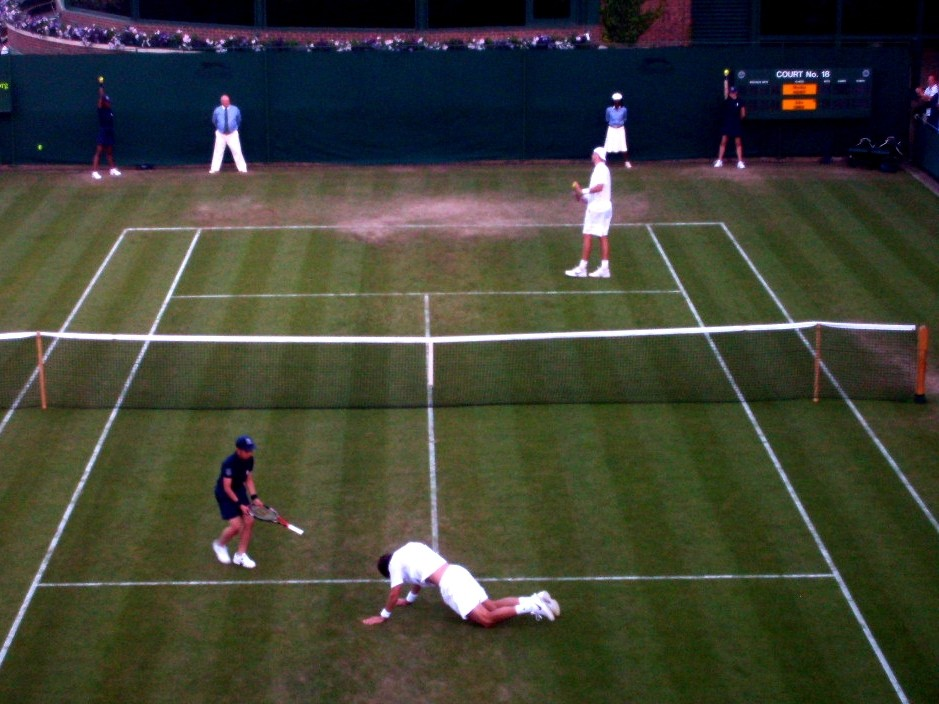
Mahut rust uit bij stand 58-58 tegen Isner

### 24 juni
- Op het treinstation van de plaats Castelldefels in de Spaanse regio Catalonië worden minstens dertien jongeren gedood als ze tijdens het oversteken van het spoor gegrepen worden door een trein.
- Julia Gillard vervangt Kevin Rudd als partijleider van de Australian Labor Party en neemt daarmee ook zijn ambt van minister-president over; zij is de eerste vrouwelijke premier in de geschiedenis van Australië.
- Op het tennistoernooi Wimbledon verslaat de Amerikaan John Isner de Fransman Nicolas Mahut na 11 uur en 5 minuten tennissen in de langste tennispartij ooit.

### 25 juni
- In het zuiden van China loopt het aantal mensen dat als gevolg van overstromingen en modderstromen in de regio is omgekomen op tot 377.

### 26 juni
- Kroonprins Willem-Alexander is in Den Haag aanwezig voor de Nederlandse Veteranendag. Na een plechtige bijeenkomst in de Ridderzaal, krijgen zeventig militairen op het Binnenhof de Herinneringsmedaille voor Vredesoperaties uitgereikt.
- De top van de G20 begint in het Canadese Toronto. Er wordt onder andere gesproken over een bankentaks.

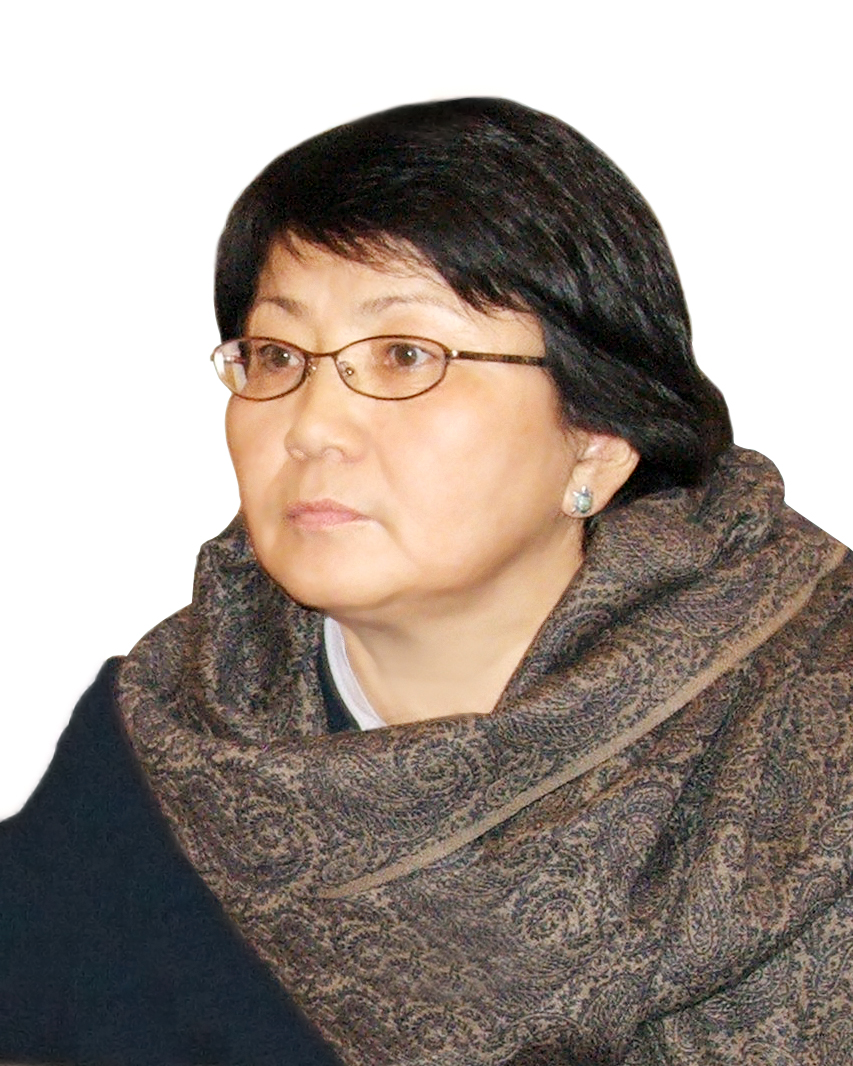
Roza Otoenbajeva

### 27 juni
- In Kirgizië stemt de bevolking bij een referendum in met een grotere macht voor het parlement en het aanblijven van interim-president Roza Otoenbajeva tot december 2011.

### 29 juni
- Het Hongaarse parlement verkiest met een ruime absolute meerderheid Pál Schmitt van de regerende centrumrechtse Fideszpartij tot nieuwe president. Schmitt volgt de partijloze László Sólyom op.

### 30 juni
- In Duitsland wordt de 51-jarige christendemocraat Christian Wulff in drie stemrondes verkozen tot de nieuwe bondspresident.
- In de Filipijnen wordt Benigno Aquino III geïnaugureerd als opvolger van president Gloria Macapagal-Arroyo.

<< · januari · februari · maart · april · mei · juni · juli · augustus · september · oktober · november · december · >>